# Мюнстерхаузен
Мюнстерхаузен (нем. Münsterhausen) — община в Германии, в земле Бавария. 
Подчиняется административному округу Швабия. Входит в состав района Гюнцбург.  Население составляет 1992 человека (на 31 декабря 2010 года). Занимает площадь 18,48 км².
Община подразделяется на 6 сельских округов.